# سوسک‌های پوسته‌نشین خاوری
سوسک‌های پوسته‌نشین خاوری (نام علمی: Hypothenemus) نام یک سرده از زیرخانواده سوسک‌های پوسته‌نشین است.